# Andrés D'Alessandro
Andrés Nicolás D'Alessandro (La Paternal, Buenos Aires, 15 de abril de 1981) es un exfutbolista argentino. Jugaba como mediapunta y su último club fue Inter de Porto Alegre de la Serie A de Brasil.
Comenzó su carrera como profesional en River Plate. Debutó en el año 2000 y además obtuvo tres campeonatos nacionales. Luego pasó al VfL Wolfsburgo alemán en el que jugó por tres temporadas y donde alternó buenas y malas actuaciones. En 2006, tuvo un breve paso por el Portsmouth FC de la Premier League de Inglaterra en el que jugó media temporada para luego ir a España y jugar para el Zaragoza en la primera división.
En 2008, retornó a Sudamérica, más precisamente a la Argentina y jugó para San Lorenzo, con el cual disputó el Torneo Clausura y la Copa Libertadores, donde terminó en cuarta posición y en cuartos de final respectivamente con dicho club. A fines de ese año, fue transferido al Inter de River por un préstamo de un año. Con la selección argentina ha obtenido dos títulos (uno en categorías menores y otro en mayores) y un subcampeonato. Ha participado en una edición de la Copa América y en los Juegos Olímpicos de Atenas 2004 donde obtuvo la medalla de oro.
Individualmente, es el tercer futbolista con más partidos jugados en la historia del Internacional, con 500 partidos oficiales. Ocupa el puesto 15 en la tabla de goleadores históricos del Internacional y es el octavo jugador que más goles marcó para el Internacional en clásicos Grenal con 9 en 32 partidos.
En enero de 2021 firmó por un año en Nacional de la Primera División de Uruguay.

## Trayectoria
Empezó jugando en las inferiores de Argentinos Juniors hasta los 12 años donde fue reclutado por River Plate.

### River Plate
El 28 de mayo de 2000 debutó en el primer equipo de River Plate con tan solo 19 años de edad y lo hizo contra Unión de Santa Fe, partido que el «Millonario» perdió por 2:1 en la fecha 13 del Torneo Clausura. Esta temporada, el jugador, con solo un partido jugado, logró obtener su primer título al salir campeón de dicho torneo argentino con River. Marcó su primer gol el 2 de septiembre de 2001 frente a Estudiantes contribuyendo en la victoria por 3:0 de su equipo en la fecha 4 del Torneo Apertura, donde lo convirtió a los 46 minutos del segundo tiempo al entonces arquero «Pincha» Nicolás Tauber. Esta temporada Andrés jugó cuatro encuentros sin marcar goles y obtuvo el subcampeonato de 2001 ya que Racing Club fue el que se consagró campeón. El 22 de febrero de 2001, realizó su primera aparición en la Copa Libertadores de América frente al The Strongest de Bolivia cuando ingresó por Nelson Cuevas, pero marcó su primer gol en dicha competición recién el 9 de abril de 2003 frente al Club Libertad de Paraguay.
En la temporada 2001-02, logró tener más continuidad por lo que se empezó a destacar en el equipo y se consagró campeón Torneo Clausura 2002. En la siguiente temporada, la 2002-03, el futbolista volvió a consagrarse campeón pero esta vez del Torneo Clausura 2003 siendo una de las figuras del club, por lo que atrajo el interés de varios clubes europeos, entre ellos el Barcelona, el Manchester United y la Juventus de Turín.

### Wolfsburgo
En julio de 2003, fue transferido al VfL Wolfsburgo de Alemania por una suma aproximada de 11 millones de dólares, en el que ya militaban sus compatriotas Pablo Quatrocchi y Diego Klimowicz, y en donde se le ofreció un contrato por cinco años con un sueldo de 1,2 millones de dólares por cada año de cumplimiento del mismo. Marcó su primer gol en la entidad alemana el 17 de agosto de 2003 en la goleada por 5:1 de su equipo al Hamburgo, anotando el cuarto en dicho encuentro.
En la primera temporada en Wolfsburgo, Andrés logró hacer una aceptable campaña en la que disputó cuarenta y ocho encuentros y marcó solo siete goles y donde terminó décimo en 2004 con dicho club en la tabla de posiciones del campeonato alemán. En las dos siguientes temporadas, no pudo desmostrar un nivel óptimo de juego, sin embargo, el 21 de septiembre de 2005 anotó el gol número 4000 en la historia de la Bundesliga desde su creación (1963), en el encuentro entre el Wolfsburgo y el Hannover 96, partido que terminó 4:2 a favor del equipo del «Cabezón». Más tarde, se produjo un conflicto entre el jugador y el director técnico del club alemán, Klaus Augenthaler, quien le reclamó no querer adaptarse y no querer dar el ciento por ciento, argumentando este último que «El problema es que se cree Maradona». Debido a esto, el Wolfsburgo se vio obligado a cederlo en el año 2006.

### Portsmouth y Real Zaragoza
En enero de 2006, fichó cedido en préstamo por un año para el Portsmouth F. C. de la Premier League de Inglaterra, donde jugó la segunda parte de la temporada 2005-06 en la que marcó un gol ante el Charlton Athletic, el único en su corto paso por dicho club. En total, Andrés jugó trece encuentros donde siguió mostrando su hasta entonces irregular nivel futbolístico, pero a pesar de esto contribuyó junto a sus compañeros de equipo en la permanencia del club inglés en primera división.
En agosto de 2006, tras regresar al Wolfsburgo después de haber cumplido su cesión en Portsmouth, fue nuevamente cedido en préstamo por un año pero al Real Zaragoza de España donde la entidad aragonesa pagó 800 mil euros por dicha transacción. En Zaragoza, D'Alessandro se reencontró con su compatriota Pablo Aimar (lo conoció y jugó junto a él en River Plate) con quien formó dupla de conductor en varios encuentros disputados. En la temporada 2006-07 logró hacer una muy buena performance donde convirtió cuatro goles en catorce partidos jugados en total. Marcó su primer gol en Zaragoza el 26 de octubre de 2006, tras ejecutar un tiro libre directo al arco frente al Hércules C. F.
En junio de 2007, tras finalizar su cesión en el equipo de Aragón y debido a las buenas impresiones que les dejó a los dirigentes con sus actuaciones, el Real Zaragoza decidió comprar su pase al VfL Wolfsburgo por lo que pagó 3,5 millones de euros por el mismo. De este modo, Andrés dejó de pertenecer al club alemán y se dispuso a continuar en club español. En la temporada 2007-08 todo fue diferente, el «Cabezón» volvió a tener conflictos que se tradujeron en entrecruces con su compañero de equipo y seleccionado, Pablo Aimar, con el director técnico de ese año, Víctor Fernández, y hasta con el remplazante del mismo, Ander Garitano. Por esto y por su bajo rendimiento en esta última temporada, los dirigentes zaragocistas decidieron darle vía libre al jugador por medio de un futuro traspaso.

### San Lorenzo de Almagro
En febrero de 2008, fichó por San Lorenzo de Almagro después de que un grupo inversor le comprara la mitad de su pase al Real Zaragoza en 3,5 millones de euros, y lo acercara al Ciclón ante el aval de Marcelo Tinelli y por pedido expreso de su entrenador descubridor Ramón Díaz. En San Lorenzo, disputó la segunda parte de la temporada 2007-08 en la que terminó cuarto en la tabla de posiciones. Marcó su primer gol con la camiseta del Boedo y por partida doble, en la fecha 8 para la victoria por 3-1 frente a Lanús, tras anotar el segundo y luego el tercero definitivo. También tuvo la posibilidad de jugar la Copa Libertadores en la que tuvo una gran actuación a lo largo de la misma a pesar de no marcar goles. En la copa, Andrés llegó hasta los cuartos de tras empatar 2-2 en el resultado global y luego caer por 5-3 en los penales ante quien sería el ganador de dicha edición Liga de Quito, dirigida por Edgardo Bauza.

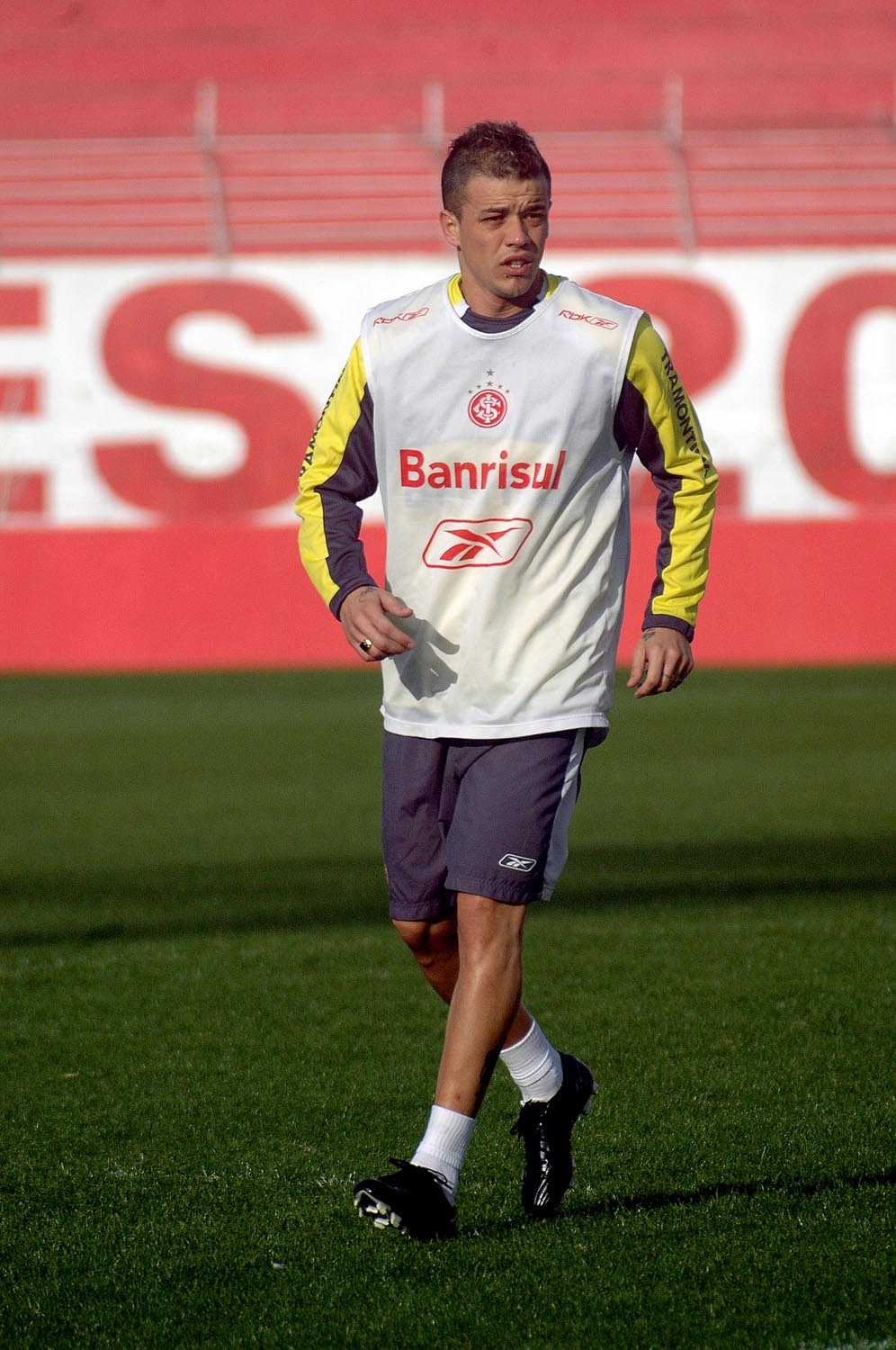
Andrés entrenando para el Inter.

### S. C. Internacional
En julio de 2008, después de tener buenas actuaciones en San Lorenzo, el Internacional de Porto Alegre compró su pase al grupo inversor dueño del cincuenta por ciento y al Real Zaragoza dueño del otro cincuenta por ciento por lo que pagó 6 millones de euros en total y le ofreció un contrato por cuatro años al jugador con un sueldo de 1,5 millones de dólares anuales. En diciembre de ese mismo año, el futbolista se coronó con Inter campeón de la Copa Sudamericana tras derrotar por un global de 2:1 a Estudiantes de La Plata. Por un alejamiento con el entrenador Tite, no estuvo en el equipo que viajó a Japón para disputar la Copa Suruga Bank 2009.
El 18 de agosto de 2010, el «Cabezón» obtuvo su primera Copa Libertadores tras vencer el Inter de Porto Alegre por un global de 5:3 a Chivas de Guadalajara en la final. Ese año además, fue nombrado con sesenta y un votos a favor «Futbolista del año en Sudamérica». A finales de 2010, también jugó el Mundial de Clubes, el cual no pudo ganar ya que cayó derrotado ante el Mazembe del Congo, África por 2:0 en las semifinales, por lo que debió jugar por el tercer y cuarto puesto ante Seongnam Ilhwa de Seongnam, Corea del Sur, al que venció por 4:2, donde marcó el tercer gol de su equipo, y uno de los mejores del torneo, a los 52 minutos de la parte complementaria contribuyendo así en la obtención del tercer lugar del podio de dicha competición. Por su parte, D'Alessandro fue premiado con el Balón de Bronce adidas. El 19 de septiembre de la temporada 2010 del Campeonato Brasileño, Andrés alcanzó los cien partidos con la camiseta del Inter de Brasil y lo hizo en la fecha 23 cuando enfrentó a Vasco da Gama y lo derrotó por 1:0.
En junio de 2011, después de finalizar su contrato en Inter donde jugó 130 partidos hasta la fecha, decidió renovarlo nuevamente por cuatro años más.

### River Plate
El 3 de febrero de 2016, luego de una operación relámpago, "El Cabezón" regresó a River. Llegó a préstamo por un año sin posibilidad de compra. Luego de 13 años retornó al club donde creció futbolísticamente, usando la camiseta número 22. El 6 de abril de 2016, tras buenas actuaciones, hizo su primer gol en River tras su vuelta en la goleada 6-0 en el Monumental contra The Strongest siendo de este el primer gol. Luego anotaría su segundo y tercer gol en el partido River vs. Trujillanos. El 25 de agosto de 2016, Andrés D'Alessandro ganaría la Recopa Sudamericana con la institución de Núñez, siendo así su primer título internacional con el equipo riverplatense. Logró afianzarse en el equipo y, con muy buenas actuaciones en la Copa Argentina, el conjunto "Millonario" disputó la final de dicha competencia contra Rosario Central. El partido terminaría 4:3 a favor de River Plate y, así, "El Cabezón" logró conquistar su segundo título desde su regreso al club.

### Regreso a S. C. Internacional
En diciembre de 2016, agotado el plazo del préstamo a River Plate, D´Alessandro volvió al Internacional de Porto Alegre para continuar su carrera.
El 31 de diciembre de 2020, finaliza su contrato con el Internacional de Porto Alegre, el cual no es renovado por decisión del futbolista. Alegando que precisaba un nuevo desafío para el final de su carrera.

### Nacional
El 4 de enero de 2021, se confirmó que el futbolista firmó contrato con el Club Nacional de Football de Montevideo, Uruguay. Allí compartió vestuario con su excompañero en San Lorenzo de Almagro, Gonzalo Bergessio.

### Tercer ciclo en S. C. Internacional
En enero de 2022, D'Alessandro anunció su vuelta al club brasileño para disputar su tercera etapa en la institución. El mediocampista firmó un contrato por cuatro meses para, según sus palabras, finalizar su carrera en el club de Porto Alegre.
El 17 de abril de 2022 disputó su último partido como profesional, en una victoria de Inter 2 a 1 contra Fortaleza. Este partido también estuvo marcado por el último gol de la carrera profesional del mediocampista. En los últimos minutos del primer tiempo, D'Alessandro recibió un balón alto en el lado ofensivo del área, lo dominó con el pecho, realizó un hermoso regate al defensor, entró al área y anotó un característico disparo con la zurda para igualar el marcador 1-1, ya que el equipo contrario se había adelantado. Andrés D'Alessandro salió reemplazado a los 72', cuando fue ovacionado por el público, marcando de esta manera su retiro de las canchas.

## Selección nacional

### Selección Juvenil y Olímpica
Andrés D'Alessandro inició su participación en la selección argentina con la categoría sub-20 participando en el Mundial de Argentina en 2001, con la cual se consagró campeón de dicho torneo. En la Copa Mundial, Argentina formó parte del grupo A junto a Egipto, Finlandia y Jamaica. D'Alessandro disputó los tres encuentros de la primera fase (en dos de ellos ingresó como suplente y en uno marcó un gol) mientras que en los partidos de segunda fase también los jugó a todos e ingresó como suplente en octavos y cuartos de final y en semifinales (donde marcó su último gol) y la final arrancó como titular. En este torneo además, el «Cabezón» obtuvo el Balón de plata.
En agosto de 2004, fue nuevamente convocado pero para disputar esta vez los Juegos Olímpicos de Grecia, donde jugó seis encuentros, marcó un gol y logró salir campeón en la final ante Paraguay por lo que obtuvo la medalla de oro.

### Selección Mayor
Con la selección mayor ha sido internacional en treinta ocasiones y ha marcado cuatro goles. Su debut se produjo el 4 de febrero de 2002 en un encuentro amistoso ante la selección de México que finalizó con un marcador de 1:0 a favor de la «albiceleste». Fue convocado por el técnico Marcelo Bielsa para la Copa América 2004 llevada a cabo en Perú, donde disputó los tres encuentros de la primera fase (además marcó un gol) y los cuartos de final como titular, mientras que la semifinal no la jugó por no estar en plenitud física y en la final ingresó en el segundo tiempo. En la goleada de Argentina por 6:1 a Ecuador en la fase de grupos, Andrés marcó el que sería su único gol en la competición y lo hizo en el minuto 84 siendo este el cuarto gol parcial. En la final ante Brasil ingresó en el minuto 74 en reemplazo de Lucho González, partido que se extendió hasta la tanda de penales, en la que el «Cabezón» fue el encargado de ejecutar el primer tiro penal de su selección, el cual falló. Finalmente el encuentro finalizó con marcador de 4:2 a favor de los brasileños.
En 2010, disputó sus dos últimos partidos con la camiseta «albiceleste». El penúltimo fue para el amistoso contra la selección española donde ingresó a los 89 minutos en sustitución de Messi, pero a pesar de jugar pocos minutos le alcanzó para armar la última jugada que terminó en el cuarto gol argentino para la victoria final por 4:1.

### Participaciones en Torneos internacionales
| Torneo                      | Sede      | Resultado      | Partidos | Goles | Asistencias |
| --------------------------- | --------- | -------------- | -------- | ----- | ----------- |
| Copa Mundial Sub-20 de 2001 | Argentina | Campeón        | 7        | 2     | 6           |
| Copa América 2004           | Perú      | Subcampeón     | 5        | 1     | 2           |
| Juegos Olímpicos de 2004    | Atenas    | Medalla de Oro | 6        | 1     | 2           |

### Participaciones en Eliminatorias del Mundial
| Mundial                             | Resultado   | Posición | Partidos | Goles | Asistencias |
| ----------------------------------- | ----------- | -------- | -------- | ----- | ----------- |
| Eliminatoria a Copa Mundial de 2006 | Clasificado | 2.º      | 9        | 1     | 2           |

### Selección nacional
La siguiente tabla detalla los encuentros disputados y los goles marcados por D'Alessandro en la selección argentina.
| \| Fecha \| Ciudad \| Local \| Resultado \| Visitante \| Competencia \| Goles \| \| ---------- \| ----------------- \| -------------- \| --------- \| --------- \| ------------------ \| ----- \| \| 04-02-2002 \| Los Ángeles \| Argentina \| 1:0 \| México \| Amistoso \| 0 \| \| 08-02-2002 \| Miami \| Estados Unidos \| 0:1 \| Argentina \| Amistoso \| 0 \| \| 31-01-2003 \| San Pedro Sula \| Honduras \| 1:3 \| Argentina \| Amistoso \| 0 \| \| 16-07-2003 \| La Plata \| Argentina \| 2:2 \| Uruguay \| Amistoso \| 0 \| \| 20-07-2003 \| Florencia \| Uruguay \| 2:3 \| Argentina \| Amistoso \| 1 \| \| 20-08-2003 \| Casablanca \| Marruecos \| 0:1 \| Argentina \| Amistoso \| 0 \| \| 06-09-2003 \| Buenos Aires \| Argentina \| 2:2 \| Chile \| Eliminatorias 2006 \| 0 \| \| 09-09-2003 \| Caracas \| Venezuela \| 0:3 \| Argentina \| Eliminatorias 2006 \| 0 \| \| 15-11-2003 \| Buenos Aires \| Argentina \| 3:0 \| Bolivia \| Eliminatorias 2006 \| 1 \| \| 19-11-2003 \| Barranquilla \| Colombia \| 1:1 \| Argentina \| Eliminatorias 2006 \| 0 \| \| 30-03-2004 \| Buenos Aires \| Argentina \| 1:0 \| Ecuador \| Eliminatorias 2006 \| 0 \| \| 27-06-2004 \| Miami \| Argentina \| 0:2 \| Colombia \| Amistoso \| 0 \| \| 07-07-2004 \| Chiclayo \| Argentina \| 6:1 \| Ecuador \| Copa América 2004 \| 1 \| \| 10-07-2004 \| Chiclayo \| México \| 1:0 \| Argentina \| Copa América 2004 \| 0 \| \| 13-07-2004 \| Piura \| Argentina \| 4:2 \| Uruguay \| Copa América 2004 \| 0 \| \| 17-07-2004 \| Chiclayo \| Perú \| 0:1 \| Argentina \| Copa América 2004 \| 0 \| \| 25-07-2004 \| Lima \| Argentina \| 2:2 / 2:4 \| Brasil \| Copa América 2004 \| 0 \| \| 04-09-2004 \| Lima \| Perú \| 1:3 \| Argentina \| Eliminatorias 2006 \| 0 \| \| 13-10-2004 \| Santiago de Chile \| Chile \| 0:0 \| Argentina \| Eliminatorias 2006 \| 0 \| \| 04-06-2005 \| Quito \| Ecuador \| 2:0 \| Argentina \| Eliminatorias 2006 \| 0 \| \| 17-08-2005 \| Budapest \| Hungría \| 1:2 \| Argentina \| Amistoso \| 0 \| \| 03-09-2005 \| Asunción \| Paraguay \| 1:0 \| Argentina \| Eliminatorias 2006 \| 0 \| \| 07-09-2010 \| Buenos Aires \| Argentina \| 4:1 \| España \| Amistoso \| 0 \| \| 17-11-2010 \| Doha \| Argentina \| 1:0 \| Brasil \| Amistoso \| 0 \| \| Total \| \| Presencias \| 24 \| \| Goles \| 3 \| |                   |                |           |           |                    |       |
| Fecha | Ciudad            | Local          | Resultado | Visitante | Competencia        | Goles |
| 04-02-2002 | Los Ángeles       | Argentina      | 1:0       | México    | Amistoso           | 0     |
| 08-02-2002 | Miami             | Estados Unidos | 0:1       | Argentina | Amistoso           | 0     |
| 31-01-2003 | San Pedro Sula    | Honduras       | 1:3       | Argentina | Amistoso           | 0     |
| 16-07-2003 | La Plata          | Argentina      | 2:2       | Uruguay   | Amistoso           | 0     |
| 20-07-2003 | Florencia         | Uruguay        | 2:3       | Argentina | Amistoso           | 1     |
| 20-08-2003 | Casablanca        | Marruecos      | 0:1       | Argentina | Amistoso           | 0     |
| 06-09-2003 | Buenos Aires      | Argentina      | 2:2       | Chile     | Eliminatorias 2006 | 0     |
| 09-09-2003 | Caracas           | Venezuela      | 0:3       | Argentina | Eliminatorias 2006 | 0     |
| 15-11-2003 | Buenos Aires      | Argentina      | 3:0       | Bolivia   | Eliminatorias 2006 | 1     |
| 19-11-2003 | Barranquilla      | Colombia       | 1:1       | Argentina | Eliminatorias 2006 | 0     |
| 30-03-2004 | Buenos Aires      | Argentina      | 1:0       | Ecuador   | Eliminatorias 2006 | 0     |
| 27-06-2004 | Miami             | Argentina      | 0:2       | Colombia  | Amistoso           | 0     |
| 07-07-2004 | Chiclayo          | Argentina      | 6:1       | Ecuador   | Copa América 2004  | 1     |
| 10-07-2004 | Chiclayo          | México         | 1:0       | Argentina | Copa América 2004  | 0     |
| 13-07-2004 | Piura             | Argentina      | 4:2       | Uruguay   | Copa América 2004  | 0     |
| 17-07-2004 | Chiclayo          | Perú           | 0:1       | Argentina | Copa América 2004  | 0     |
| 25-07-2004 | Lima              | Argentina      | 2:2 / 2:4 | Brasil    | Copa América 2004  | 0     |
| 04-09-2004 | Lima              | Perú           | 1:3       | Argentina | Eliminatorias 2006 | 0     |
| 13-10-2004 | Santiago de Chile | Chile          | 0:0       | Argentina | Eliminatorias 2006 | 0     |
| 04-06-2005 | Quito             | Ecuador        | 2:0       | Argentina | Eliminatorias 2006 | 0     |
| 17-08-2005 | Budapest          | Hungría        | 1:2       | Argentina | Amistoso           | 0     |
| 03-09-2005 | Asunción          | Paraguay       | 1:0       | Argentina | Eliminatorias 2006 | 0     |
| 07-09-2010 | Buenos Aires      | Argentina      | 4:1       | España    | Amistoso           | 0     |
| 17-11-2010 | Doha              | Argentina      | 1:0       | Brasil    | Amistoso           | 0     |
| Total |                   | Presencias     | 24        |           | Goles              | 3     |

## Estadísticas

### Clubes
| Club | Div.                | Temporada           | Liga  | Liga  | Liga   | Estatal(1) | Estatal(1) | Estatal(1) | Copas nacionales(2) | Copas nacionales(2) | Copas nacionales(2) | Torneos internacionales(3) | Torneos internacionales(3) | Torneos internacionales(3) | Total | Total | Total  | Media goleadora(4) |
| Club | Div.                | Temporada           | Part. | Goles | Asist. | Part.      | Goles      | Asist.     | Part.               | Goles               | Asist.              | Part.                      | Goles                      | Asist.                     | Part. | Goles | Asist. | Media goleadora(4) |
| --- | ------------------- | ------------------- | ----- | ----- | ------ | ---------- | ---------- | ---------- | ------------------- | ------------------- | ------------------- | -------------------------- | -------------------------- | -------------------------- | ----- | ----- | ------ | ------------------ |
| River Plate Argentina | 1.ª                 | 2000                | 1     | 0     | 0      | —          | —          | —          | —                   | —                   | —                   | —                          | —                          | —                          | 1     | 0     | 0      | 0,00               |
| River Plate Argentina | 1.ª                 | 2000-01             | 4     | 0     | 0      | —          | —          | —          | —                   | —                   | —                   | 6                          | 0                          | 0                          | 10    | 0     | 0      | 0,00               |
| River Plate Argentina | 1.ª                 | 2001-02             | 36    | 9     | 13     | —          | —          | —          | —                   | —                   | —                   | 11                         | 0                          | 1                          | 47    | 9     | 14     | 0,21               |
| River Plate Argentina | 1.ª                 | 2002-03             | 29    | 10    | 9      | —          | —          | —          | —                   | —                   | —                   | 11                         | 4                          | 1                          | 40    | 14    | 10     | 0,36               |
| River Plate Argentina | Total 1.ª etapa     | Total 1.ª etapa     | 70    | 19    | 22     | 0          | 0          | 0          | 0                   | 0                   | 0                   | 28                         | 4                          | 2                          | 98    | 23    | 24     | 0.25               |
| VfL Wolfsburgo · Alemania | 1.ª                 | 2003-04             | 29    | 3     | 11     | —          | —          | —          | 1                   | 1                   | 0                   | 4                          | 0                          | 0                          | 34    | 4     | 11     | 0,12               |
| VfL Wolfsburgo · Alemania | 1.ª                 | 2004-05             | 19    | 3     | 5      | —          | —          | —          | —                   | —                   | —                   | —                          | —                          | —                          | 19    | 3     | 5      | 0,16               |
| VfL Wolfsburgo · Alemania | 1.ª                 | 2005                | 13    | 2     | 3      | —          | —          | —          | 2                   | 0                   | 1                   | 6                          | 3                          | 0                          | 21    | 5     | 4      | 0,24               |
| VfL Wolfsburgo · Alemania | Total club          | Total club          | 61    | 8     | 19     | 0          | 0          | 0          | 3                   | 1                   | 1                   | 10                         | 3                          | 0                          | 74    | 12    | 20     | 0,16               |
| Portsmouth FC Inglaterra | 1.ª                 | 2006                | 13    | 1     | 2      | —          | —          | —          | —                   | —                   | —                   | —                          | —                          | —                          | 13    | 1     | 2      | 0,08               |
| Real Zaragoza · España | 1.ª                 | 2006-07             | 36    | 2     | 9      | —          | —          | —          | 5                   | 2                   | 0                   | —                          | —                          | —                          | 41    | 4     | 9      | 0,10               |
| Real Zaragoza · España | 1.ª                 | 2007-08             | 15    | 3     | 1      | —          | —          | —          | 3                   | 0                   | 0                   | 2                          | 0                          | 0                          | 20    | 3     | 1      | 0,15               |
| Real Zaragoza · España | Total club          | Total club          | 51    | 5     | 10     | 0          | 0          | 0          | 8                   | 2                   | 0                   | 2                          | 0                          | 0                          | 61    | 7     | 10     | 0,11               |
| San Lorenzo Argentina | 1.ª                 | 2008                | 15    | 2     | 4      | —          | —          | —          | —                   | —                   | —                   | 9                          | 0                          | 1                          | 24    | 2     | 5      | 0,08               |
| SC Internacional · Brasil | 1.ª                 | 2008                | 11    | 2     | 4      | —          | —          | —          | —                   | —                   | —                   | 7                          | 2                          | 2                          | 18    | 4     | 6      | 0,22               |
| SC Internacional · Brasil | 1.ª                 | 2009                | 22    | 6     | 1      | 9          | 4          | 3          | 11                  | 1                   | 6                   | 3                          | 0                          | 1                          | 45    | 11    | 11     | 0.24               |
| SC Internacional · Brasil | 1.ª                 | 2010                | 20    | 1     | 6      | 10         | 3          | 4          | —                   | —                   | —                   | 15                         | 1                          | 3                          | 45    | 5     | 13     | 0,11               |
| SC Internacional · Brasil | 1.ª                 | 2011                | 30    | 9     | 8      | 10         | 5          | 3          | —                   | —                   | —                   | 8                          | 1                          | 1                          | 48    | 15    | 12     | 0.31               |
| SC Internacional · Brasil | 1.ª                 | 2012                | 21    | 1     | 6      | 7          | 1          | 2          | —                   | —                   | —                   | 5                          | 1                          | 2                          | 33    | 3     | 10     | 0,09               |
| SC Internacional · Brasil | 1.ª                 | 2013                | 35    | 11    | 8      | 16         | 5          | 3          | 7                   | 4                   | 2                   | —                          | —                          | —                          | 58    | 20    | 13     | 0,34               |
| SC Internacional · Brasil | 1.ª                 | 2014                | 33    | 6     | 9      | 10         | 2          | 2          | 3                   | 0                   | 1                   | —                          | —                          | —                          | 46    | 8     | 12     | 0,17               |
| SC Internacional · Brasil | 1.ª                 | 2015                | 15    | 0     | 3      | 8          | 1          | 0          | 2                   | 0                   | 0                   | 11                         | 4                          | 2                          | 36    | 5     | 5      | 0,14               |
| SC Internacional · Brasil | 1.ª                 | 2016                | —     | —     | —      | 2          | 0          | 0          | —                   | —                   | —                   | —                          | —                          | —                          | 2     | 0     | 0      | 0,00               |
| SC Internacional · Brasil | Total 1.ª etapa     | Total 1.ª etapa     | 185   | 36    | 45     | 72         | 21         | 17         | 23                  | 5                   | 9                   | 49                         | 9                          | 11                         | 329   | 71    | 82     | 0,22               |
| River Plate Argentina | 1.ª                 | 2016                | 7     | 0     | 2      | —          | —          | —          | —                   | —                   | —                   | 7                          | 3                          | 1                          | 14    | 3     | 3      | 0,21               |
| River Plate Argentina | 1.ª                 | 2016                | 10    | 2     | 1      | —          | —          | —          | 4                   | 0                   | 0                   | 2                          | 0                          | 0                          | 16    | 2     | 1      | 0,13               |
| River Plate Argentina | Total 2.ª etapa     | Total 2.ª etapa     | 17    | 2     | 3      | 0          | 0          | 0          | 4                   | 0                   | 0                   | 9                          | 3                          | 1                          | 30    | 5     | 4      | 0,17               |
| River Plate Argentina | Total club          | Total club          | 87    | 21    | 25     | 0          | 0          | 0          | 4                   | 0                   | 0                   | 37                         | 7                          | 3                          | 128   | 28    | 28     | 0,23               |
| SC Internacional · Brasil | 2.ª                 | 2017                | 31    | 5     | 10     | 14         | 1          | 4          | 7                   | 2                   | 2                   | —                          | —                          | —                          | 52    | 8     | 16     | 0,15               |
| SC Internacional · Brasil | 1.ª                 | 2018                | 24    | 3     | 2      | 7          | 2          | 3          | 6                   | 2                   | 1                   | —                          | —                          | —                          | 37    | 7     | 6      | 0,19               |
| SC Internacional · Brasil | 1.ª                 | 2019                | 23    | 1     | 3      | 7          | 0          | 1          | 6                   | 0                   | 1                   | 10                         | 0                          | 2                          | 46    | 1     | 7      | 0,02               |
| SC Internacional · Brasil | 1.ª                 | 2020                | 20    | 0     | 0      | 7          | 2          | 2          | 4                   | 0                   | 0                   | 9                          | 1                          | 1                          | 40    | 3     | 3      | 0,08               |
| SC Internacional · Brasil | Total 2.ª etapa     | Total 2.ª etapa     | 98    | 9     | 15     | 35         | 5          | 10         | 23                  | 4                   | 4                   | 19                         | 1                          | 3                          | 175   | 19    | 32     | 0,11               |
| Club Nacional · Uruguay | 1.ª                 | 2021                | 24    | 1     | 2      | —          | —          | —          | 1                   | 0                   | 0                   | 5                          | 0                          | 0                          | 30    | 1     | 2      | 0,03               |
| SC Internacional · Brasil | 1.ª                 | 2022                | 1     | 1     | 0      | 9          | 1          | 0          | 1                   | 0                   | 0                   | 1                          | 0                          | 0                          | 12    | 2     | 0      | 0,17               |
| SC Internacional · Brasil | Total club          | Total club          | 282   | 46    | 60     | 116        | 27         | 27         | 44                  | 9                   | 13                  | 67                         | 10                         | 14                         | 518   | 92    | 114    | 0,18               |
| Total en su carrera | Total en su carrera | Total en su carrera | 533   | 84    | 122    | 116        | 27         | 27         | 59                  | 12                  | 14                  | 130                        | 20                         | 18                         | 838   | 143   | 181    | 0,17               |
| (1) Incluye datos del Campeonato Gaúcho (2009-21) y Recopa Gaúcha (2015-17). (2) Incluye datos de la Copa de Alemania (2003-05); Copa del Rey (2006-07); Copa de Brasil (2009-21), Copa Argentina (2016) y Supercopa Uruguaya (2021). (3) Incluye datos de la Copa Libertadores de América (2001-16); Copa Sudamericana (2002-09); Recopa Sudamericana (2009-16); Copa Intertoto de la UEFA (2003-05); Copa de la UEFA (2007-08) y Copa Mundial de Clubes (2010). (4) Media de goles por encuentro. No incluye goles en partidos amistosos |                     |                     |       |       |        |            |            |            |                     |                     |                     |                            |                            |                            |       |       |        |                    |

### Selección
| Selección | Temporada     | Amistosos | Amistosos | Amistosos | Sudamérica(1) | Sudamérica(1) | Sudamérica(1) | Mundial(2) | Mundial(2) | Mundial(2) | Total | Total | Total  | Media goleadora |
| Selección | Temporada     | Part.     | Goles     | Asist.    | Part.         | Goles         | Asist.        | Part.      | Goles      | Asist.     | Part. | Goles | Asist. | Media goleadora |
| --- | ------------- | --------- | --------- | --------- | ------------- | ------------- | ------------- | ---------- | ---------- | ---------- | ----- | ----- | ------ | --------------- |
| Sub-20 Argentina | 2001          | —         | —         | —         | —             | —             | —             | 7          | 2          | 6          | 7     | 2     | 6      | 0,29            |
| Olímpica Argentina | 2004          | —         | —         | —         | —             | —             | —             | 6          | 1          | 2          | 6     | 1     | 2      | 0,17            |
| Absoluta Argentina |               |           |           |           |               |               |               |            |            |            |       |       |        |                 |
| 2003 | 5             | 1         | 4         | 4         | 1             | 2             | —             | —          | —          | 9          | 2     | 6     | 0,22   |                 |
| 2004 | 2             | 0         | 0         | 8         | 1             | 3             | —             | —          | —          | 10         | 1     | 3     | 0,10   |                 |
| 2005 | 1             | 0         | 1         | 2         | 0             | 0             | —             | —          | —          | 3          | 0     | 1     | 0,00   |                 |
| 2006 | —             | —         | —         | —         | —             | —             | —             | —          | —          | 0          | 0     | 0     | 0,00   |                 |
| 2007 | —             | —         | —         | —         | —             | —             | —             | —          | —          | 0          | 0     | 0     | 0,00   |                 |
| 2008 | —             | —         | —         | —         | —             | —             | —             | —          | —          | 0          | 0     | 0     | 0,00   |                 |
| 2009 | —             | —         | —         | —         | —             | —             | —             | —          | —          | 0          | 0     | 0     | 0,00   |                 |
| 2010 | 3             | 0         | 0         | —         | —             | —             | —             | —          | —          | 3          | 0     | 0     | 0,00   |                 |
| Total | 11            | 1         | 5         | 14        | 2             | 5             | 0             | 0          | 0          | 25         | 3     | 10    | 0,12   |                 |
| Total carrera | Total carrera | 11        | 1         | 5         | 14            | 2             | 5             | 13         | 3          | 8          | 38    | 6     | 18     | 0,16            |
| (1) Incluye los partidos de la Copa América (2004) y Clasificatorias Sudamericanas (2003-05). (2) En caso de la selección olímpica, incluye datos de los Juegos Olímpicos (2004) |               |           |           |           |               |               |               |            |            |            |       |       |        |                 |

### Resumen estadístico
| Competición            | Partidos | Goles | Promedio | Asistencias | Promedio |
| ---------------------- | -------- | ----- | -------- | ----------- | -------- |
| Primera División       | 502      | 79    | 0.16     | 112         | 0.22     |
| Segunda División       | 31       | 5     | 0.16     | 10          | 0.32     |
| Campeonatos regionales | 116      | 27    | 0.23     | 27          | 0.23     |
| Copas nacionales       | 59       | 12    | 0.2      | 14          | 0.24     |
| Copas internacionales  | 130      | 20    | 0.15     | 18          | 0.14     |
| Selección adulta       | 25       | 3     | 0.12     | 10          | 0.4      |
| Selección olímpica     | 6        | 1     | 0.17     | 2           | 0.33     |
| Selección sub-20       | 7        | 2     | 0.29     | 6           | 0.86     |
| Total                  | 876      | 149   | 0.17     | 199         | 0.23     |

## Palmarés

### Campeonatos estatales
| Título            | Equipo           | Estado            | Año  |
| ----------------- | ---------------- | ----------------- | ---- |
| Campeonato Gaúcho | SC Internacional | Rio Grande do Sul | 2009 |
| Campeonato Gaúcho | SC Internacional | Rio Grande do Sul | 2011 |
| Campeonato Gaúcho | SC Internacional | Rio Grande do Sul | 2012 |
| Campeonato Gaúcho | SC Internacional | Rio Grande do Sul | 2013 |
| Campeonato Gaúcho | SC Internacional | Rio Grande do Sul | 2014 |
| Campeonato Gaúcho | SC Internacional | Rio Grande do Sul | 2015 |
| Recopa Gaúcha     | SC Internacional | Rio Grande do Sul | 2016 |
| Campeonato Gaúcho | SC Internacional | Rio Grande do Sul | 2016 |
| Recopa Gaúcha     | SC Internacional | Rio Grande do Sul | 2017 |

### Campeonatos nacionales
| Título           | Equipo        | País      | Año    |
| ---------------- | ------------- | --------- | ------ |
| Primera División | River Plate   | Argentina | C-2000 |
| Primera División | River Plate   | Argentina | C-2002 |
| Primera División | River Plate   | Argentina | C-2003 |
| Copa Argentina   | River Plate   | Argentina | 2016   |
| Supercopa        | Club Nacional | Uruguay   | 2021   |

### Campeonatos internacionales
| Título                     | Equipo             | Sede         | Año  |
| -------------------------- | ------------------ | ------------ | ---- |
| Copa Mundial Sub-20        | Argentina Sub-20   | Buenos Aires | 2001 |
| Juegos Olímpicos           | Argentina Olímpica | Atenas       | 2004 |
| Copa Sudamericana          | SC Internacional   | Porto Alegre | 2008 |
| Copa J.League-Sudamericana | SC Internacional   | Oita         | 2009 |
| Copa Libertadores          | SC Internacional   | Porto Alegre | 2010 |
| Recopa Sudamericana        | SC Internacional   | Porto Alegre | 2011 |
| Recopa Sudamericana        | River Plate        | Buenos Aires | 2016 |

### Distinciones individuales
| Distinción                               | Año  |
| ---------------------------------------- | ---- |
| Balón de Plata - Copa Mundial Sub-20     | 2001 |
| Parte del Equipo ideal de América        | 2001 |
| Parte del Equipo ideal de América        | 2002 |
| Parte del Equipo ideal de América        | 2008 |
| Balón de Bronce - Copa Mundial de Clubes | 2010 |
| Parte del Equipo ideal de América        | 2010 |
| Futbolista del año en Sudamérica         | 2010 |